# Anomaly: Warzone Earth
Anomaly: Warzone Earth là một game chiến lược thời gian thực phòng thủ tháp của 11 bit studios. Trò chơi ban đầu được công bố vào cuối năm 2010, và phát hành vào ngày 8 tháng 4 năm 2011 cho Windows và Mac OS X.

## Cốt truyện
Trò chơi lấy bối cảnh trong tương lai gần, nơi các phần của tàu vũ trụ ngoài hành tinh đã hạ cánh xuống một số thành phố lớn trên thế giới bao gồm Baghdad và Tokyo. Người chơi đảm nhận vai trò chỉ huy một tiểu đoàn thiết giáp (được gọi là "Trung đội 14" trong câu chuyện) được gửi để điều tra những bất thường xảy ra trong vùng lân cận của đống đổ nát và thu thập thông tin về những gì đang xảy ra ở các khu vực bị ảnh hưởng, khi sự bất thường đang can thiệp vào hình ảnh radar và vệ tinh - và để vô hiệu hóa mọi mối đe dọa có thể tồn tại trong phạm vi ảnh hưởng của hiện tượng dị thường này.

## Lối chơi

Đoàn xe hộ tống có thanh sức khỏe màu xanh trong khi tháp màu đỏ.

Phong cách lối chơi trong game đã được mô tả là "phòng thủ tháp ngược", "tấn công tháp", và "tiến công tháp". Người chơi điều khiển một đoàn xe điều tra dị thường xung quanh các phần của tàu vũ trụ ngoài hành tinh bị bắn rơi, được bảo vệ bởi nhiều loại tháp phòng thủ phải bị phá hủy. Người chơi không trực tiếp điều khiển các phương tiện trong đoàn xe hộ tống, thay vào đó đặt đường cho đoàn xe này đi dọc theo các đường phố trong thành phố, đồng thời thả các loại power-up như mồi nhử hoặc màn khói để hỗ trợ sự sống sót của đoàn xe hộ vệ. Ngoài ra, người chơi có thể mua sắm và trang bị một số đơn vị quân khác nhau với các thuộc tính tấn công và phòng thủ khác nhau để tạo thành đoàn xe hộ tống.
Trong các phiên bản Windows, Mac, Linux và XBLA, người chơi trực tiếp điều khiển một người lính đi bộ (được mệnh danh là Chỉ huy) mà họ sử dụng để nhặt và thả power-up cho đoàn xe hộ tống. Các phiên bản iOS và Android bỏ qua Chỉ huy thay cho người chơi trực tiếp đặt power-up bằng giao diện cảm ứng. Ngoài ra, phiên bản iOS và Android không có các màn được đặt ở Tokyo.

## Phát hành
Anomaly: Warzone Earth đã được phát hành trên PC và Mac vào ngày 8 tháng 4 năm 2011; và được phát hành trên iOS vào ngày 11 tháng 8 năm 2011 dưới dạng các ứng dụng riêng biệt dành cho iPhone và iPad. Một phiên bản Android theo sau, ban đầu là một bản phát hành độc quyền trên Amazon Appstore, vào ngày 29 tháng 11 năm 2011, sau đó là bản phát hành Android Market chung vào ngày 25 tháng 1 năm 2012. Trò chơi đã được phát hành trên Xbox Live Arcade vào tháng 4 năm 2012. Một phiên bản beta Linux đã được tạo ra nhưng nhanh chóng bị loại bỏ vì nó quá nhiều lỗi.

## Đón nhận
Anomaly: Warzone Earth nhận được đánh giá mạnh mẽ từ giới phê bình. GamesBeat đã chấm cho game số điểm 80/100, nói rằng, "Mặc dù game khó điều khiển, nhưng Anomaly vẫn có thể chơi và thú vị miễn là bạn dành thời gian để thực sự làm chủ giao diện trước.". Select Start Media đã thưởng cho game 7.9/10, ca ngợi ý tưởng độc đáo về "tiến công tháp" và lối chơi vững chắc. Kể từ ngày 14 tháng 11 năm 2011, phiên bản iOS là một trong những tựa game iOS được đánh giá cao nhất mọi thời đại trên Metacritic với số điểm 94.
Vào tháng 6 năm 2011, phiên bản OS X đã được trao giải thưởng Thiết kế Apple trong suốt Hội nghị các Nhà phát triển Toàn cầu Apple. Vào cuối năm 2011, Apple đã đăng tải danh sách tua lại iTunes và App Store hàng năm của họ, trong đó Anomaly: Warzone Earth đã được trao danh hiệu Game Of The Year Runner-Up.
Phiên bản iOS đã được trang web TouchArcade.com chọn là Game Of The Year Runner-Up và được mệnh danh là game iOS "Best Strategy" trong năm trong Giải thưởng Touchgen's Editor's Choice. Phiên bản PC cũng được GameSpot đề cử cho danh hiệu Best Strategy Game of 2011.

## Phần tiếp theo
Vào tháng 8 năm 2012, 11 bit studios đã thông báo rằng phần tiếp theo có tên Anomaly: Korea sẽ được phát hành. Game này, lấy bối cảnh vài tháng sau sự kiện Anomaly: Warzone Earth, có các đơn vị quân mới và quyền năng mới. Ngày 28 tháng 2 năm 2013, 11 bit studios đã thông báo trên mạng xã hội của họ rằng Anomaly 2 sẽ sớm ra mắt. Trò chơi đã được ra mắt tại PAX East của Boston vào ngày 22 tháng 3 năm 2013.